# Langwedel (Holstein)

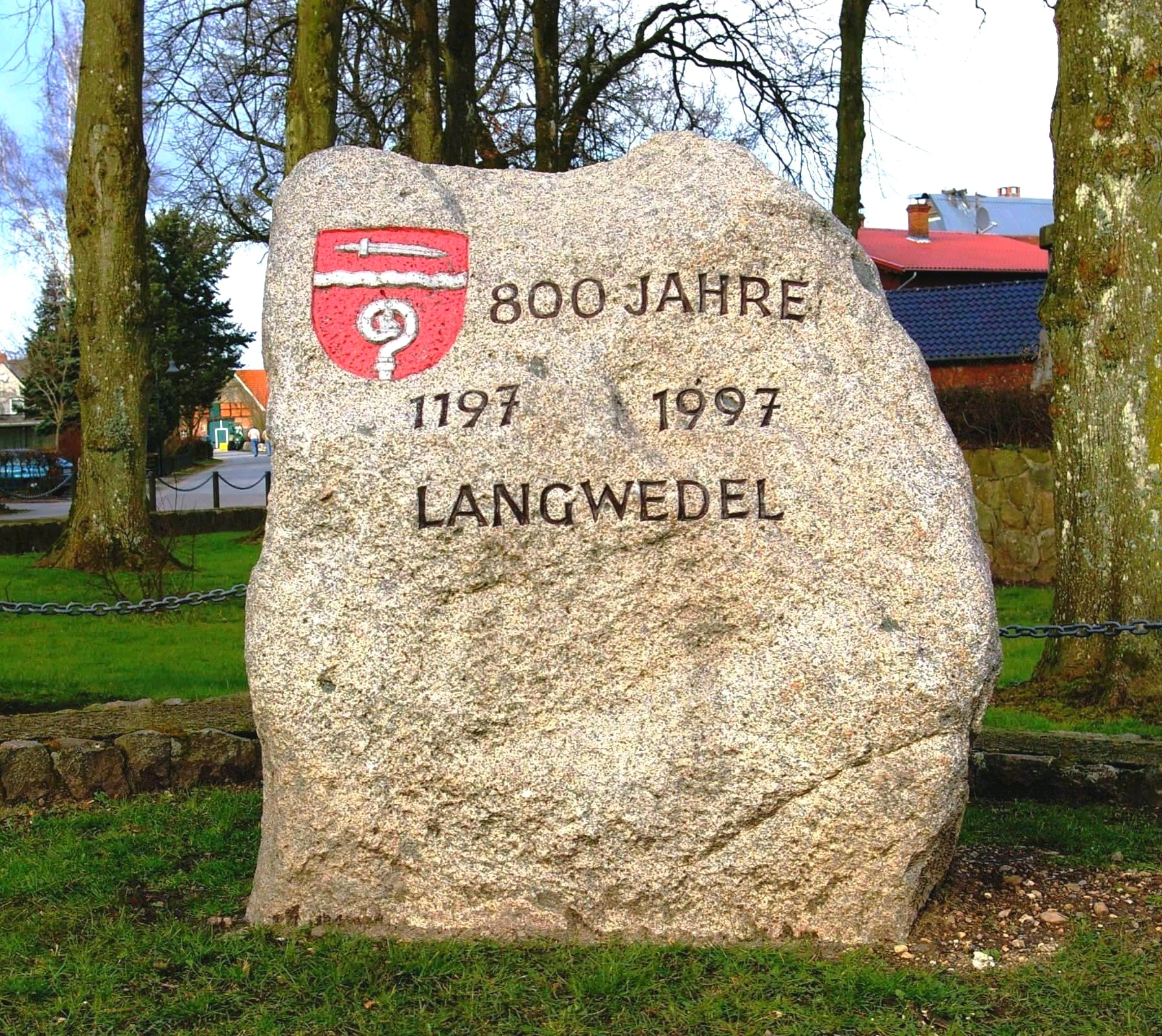
Gedenkstein Dorfjubiläum

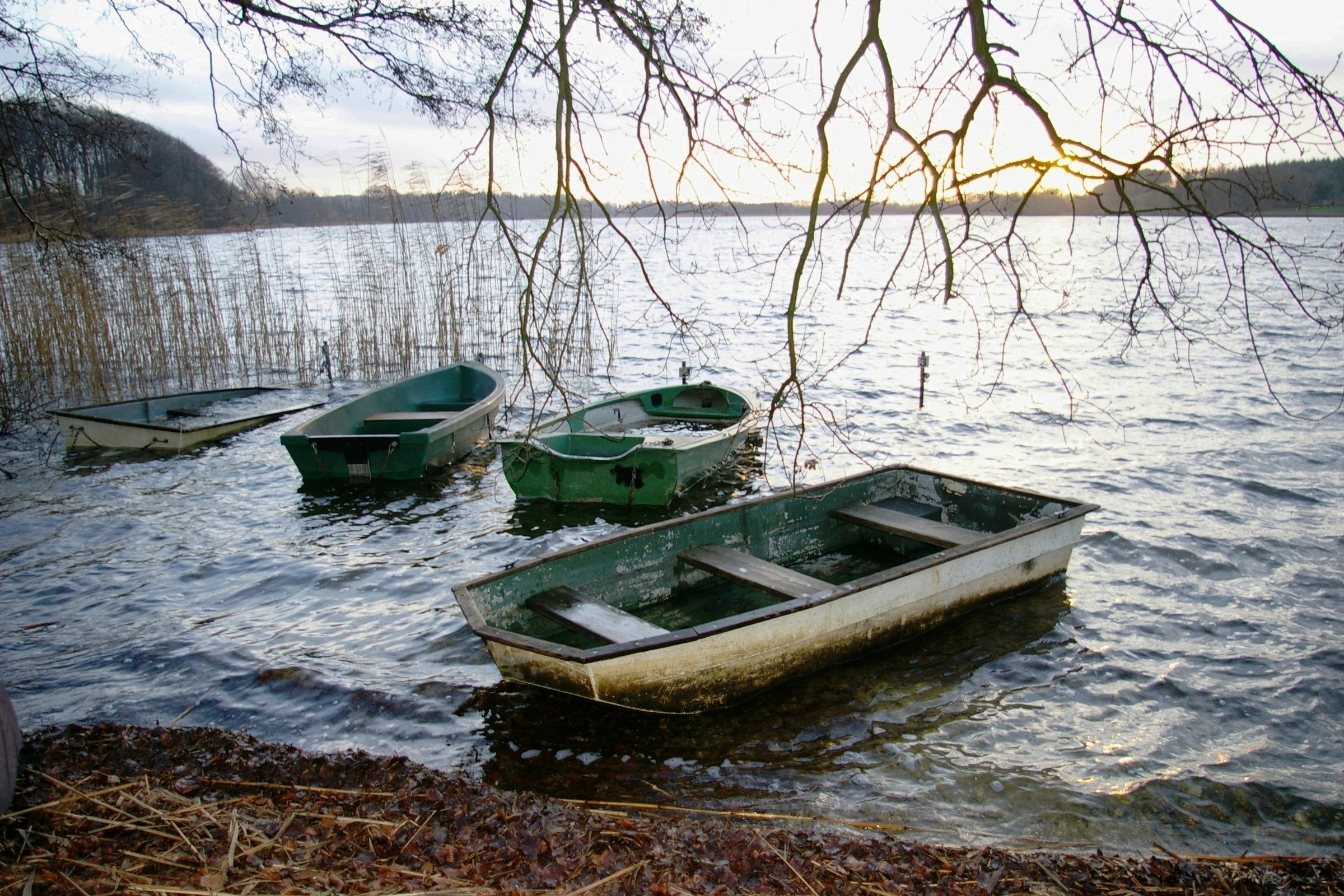
Großer Pohlsee, nördliches Ufer

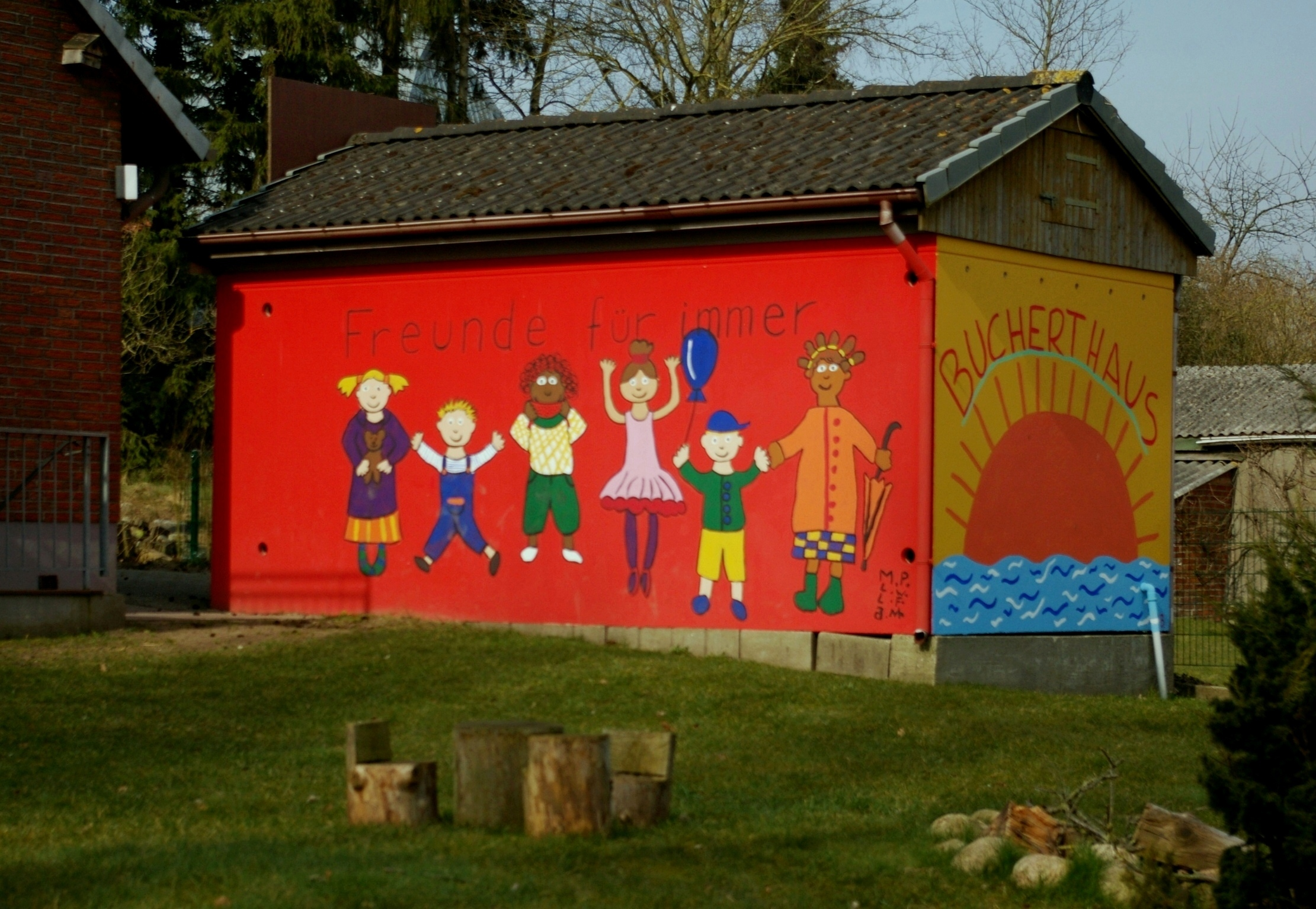
Kita-Motto: „Freunde für immer“

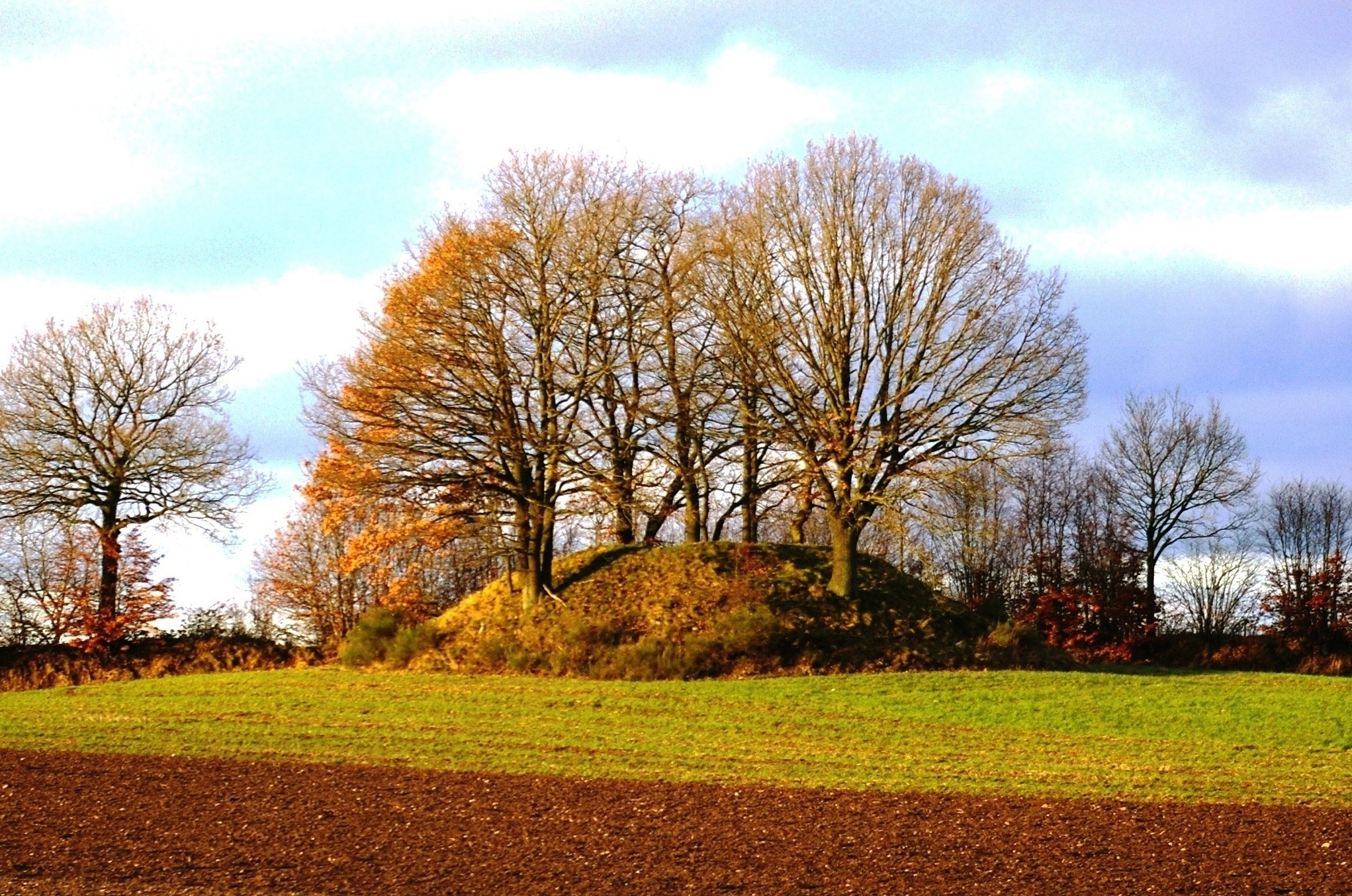
Bronzezeitliches Hügelgrab, Sandberg

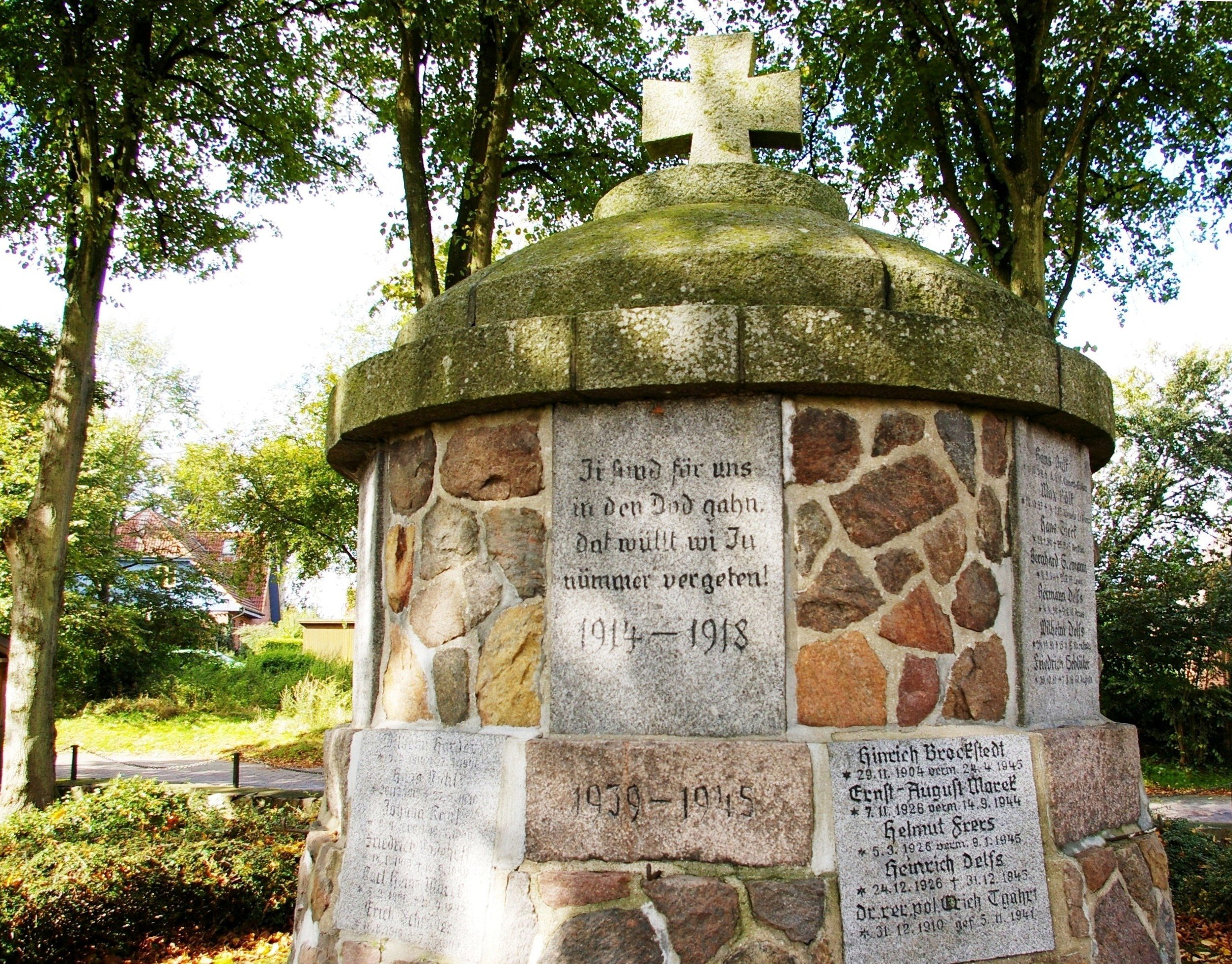
Soldaten-Denkmal: „Ji sund för uns in den Dod gahn. Dat wüllt wi Ju nümmer vergeten!“

Langwedel ist eine Gemeinde im Kreis Rendsburg-Eckernförde in Schleswig-Holstein.

## Geographie

### Geographische Lage
Das Gemeindegebiet von Langwedel erstreckt sich östlich und nordöstlich vom Brahmsee im westlichen Bereich der naturräumlichen Haupteinheit Ostholsteinisches Hügel- und Seenland (Nr. 702) zwischen Neumünster und Kiel im Naturpark Westensee. Weitere Gewässer im Gemeindegebiet sind der Lustsee, der Manhagener See, der Große- und der Kleine Pohlsee.

### Gemeindegliederung
Melkenkamp, Am Lustsee, Hasselkrug, Springhorst, Fasanenweg, Heidkoppel, Waldheime, Seewiese, Wennebek, Manhagen, Sandfeld, Ziegelei, Ruhleben, Blocksdorf, Enkendorf, Pohlsee, Brunsrade und Scheidekrug liegen im Gemeindegebiet.

### Nachbargemeinden
| Groß Vollstedt | Westensee                                   | Schierensee, Blumenthal |
| Warder         | Kompassrose, die auf Nachbargemeinden zeigt | Sören                   |
| Eisendorf      | Borgdorf-Seedorf                            | Dätgen                  |

## Geschichte
Langwedel wurde 1197 in einer Urkunde des holsteinischen Grafen Adolfs III. erstmals erwähnt. Dort wird von einem Ritter „Volquinius de Lancwedele“ berichtet, der sich nach dem Dorf benannte. Zwischen 1376 und 1383 gelangte der Ort in den Besitz des Klosters Itzehoe und wurde von dort aus verwaltet. Dieses Verhältnis endete 1867, als das Königreich Preußen die Herzogtümer Schleswig und Holstein annektierte und zu seiner Provinz erklärte. 1928 wurde der Gutsbezirk Deutsch-Nienhof in eine Landgemeinde umgewandelt, dabei wurde der Wohnplatz Manhagen nach Langwedel eingemeindet. Bereits ein Jahr später schlossen sich die nördlichen Ortsteile Deutsch-Nienhof, Krähenberg und Wrohe der Gemeinde Westensee an, während die Ortsteile Enkendorf und Blocksdorf bei Langwedel blieben.
Langwedel hat nach der Stadt Nortorf die meisten Einwohner im Amt Nortorfer Land. Das Dorf erhielt seine heutige Größe durch zwei Neubaugebiete (An der Mühlenau und Olendiekskamp; 2002 erschlossen) am südlichen Ortsausgang. Zuletzt entstanden 2015/16 an der Straße Olendiekskamp neun Neubauten.

### Dorfordnung
Am 10. Februar 1700 unterzeichneten in Langwedel 15 "Leute", Hanß Blunk als Vogt und 14 weitere Hufener, eine hochdeutsch abgefasste Beliebung. Unterschrieben haben außerdem Friedrich von Reventlow, der Verbitter als öffentlicher Vertreter des Adeligen Konvents Itzehoe, sowie Nicolaus Pflueg als Schreiber und Syndikus dieses Konvents in Itzehoe. Der eigentliche Vertragstext besteht aus 31 Absätzen, die das Zusammenleben der Hufener, Kätener und Insten im Dorf regelten.
Bei Verfehlungen waren Strafen in Bier oder in Geld an das Bauerlag zu entrichten, manchmal zusätzlich "willkürliche Brüche" an den Konvent als Obrigkeit zu leisten. Zum Beispiel bestimmte der Absatz 25: "Niemand soll auf dem Heisch treiben oder iagen, ehe= und bevor das Baurlag darüber einig, beÿ Strafe einer Tonne Bier." Bereits das Eingangsprotokoll verwies auf eine öffentliche Verlesung, nachdem die fürstliche Äbtissin Dorothea Louyse die Urkunde am 15. Februar 1700 in Itzehoe besiegelt und bestätigt hatte. – Erläuterungen: Heisch bezeichnet braches Buschland. Das Bauerlag meinte die Gesamtheit der stimmberechtigten Hufener. Die Rendsburger Tonne fasste 127,5 Liter. Außergewöhnlich ist, dass das Landesarchiv Schleswig-Holstein neben dem rechtskräftigen Dokument einen teilweise abweichenden Entwurf verwahrt.
Mit dieser Dorfordnung hatten sich auch die Bauern im Jahr 1700 feste Regeln gesetzt:

„Ist auch ferner verabredet, daß ein Nachbahr mit den andern solle pflügen, säen und erndten, keiner vor den andern, bevor ein Tag gesetzet, in der Brake zu pflügen anfangen, und endlich der jenige, welcher nachpflüeget, seines Nachbahren Acker schone und darauf nicht ohne Noht mit Pflueg und Wagen kommen, wer gegen ein= oder dem andern handelt, soll mit einer Tonne Bier bestrafet werden.“

### Eingemeindungen
Am 1. Oktober 1975 löste sich die Gemeinde Deutsch-Nienhof auf. Sie wurde in die Gemeinde Langwedel eingegliedert.

### Ausgliederungen
Am 1. August 1976 wurde ein Teilgebiet der Gemeinde in die Nachbargemeinde Westensee umgegliedert. Hierbei handelt es sich um einen Teil der ehemaligen Gemeinde Deutsch-Nienhof.

## Politik

### Gemeindevertretung
Bei der Kommunalwahl am 14. Mai 2023 wurden insgesamt 13 Sitze vergeben. Die Bürger für Langwedel erhielten sieben Sitze, die Unabhängige Wählergemeinschaft Langwedel erhielt vier Sitze und die SPD zwei Sitze.

### Bürgermeister
Markus Heerdegen, Gründungsmitglied der BfL, wurde am 7. Juni 2017 zum Bürgermeister gewählt. Sein Vorgänger, Holger Spießhoefer (BfL), hatte das Amt seit April 1984 versehen.

### Wappen
Blasonierung: „In Rot ein erhöhter silberner Wellenbalken, begleitet oben von einem liegenden silbernen Schwert, unten von einem wachsenden silbernen Krummstab.“
Dabei steht das Schwert für die Ritter, denen Langwedel bis 1379 gehörte, während der Stab den Äbtissinenstab des Adeligen Klosters Itzehoe symbolisiert. Der Wellenbalken steht für die Olendieksau, die durch die Gemeinde fließt. Die Farben des Wappens rot und weiß sind die Farben des Herzogtums Holstein.

## Wirtschaft

### Ländlicher Raum
Seit jeher ist der Ort landwirtschaftlich geprägt. Im Jahre 1995 bewirtschafteten 16 Vollerwerbs- und drei Nebenerwerbsbetriebe zusammen eine Fläche von 1479 ha. Diverse Dienstleister und Gewerbetreibende präsentieren sich hin und wieder auf der „Messe Langwedel“.
Das Angebot an Ferienwohnungen ergänzen zwei Campingplätze, ein Caravan-Park, Ferienhaussiedlungen und das Jugendfreizeitheim Waldheim am Brahmsee.

### Jugendherberge Brahmsee

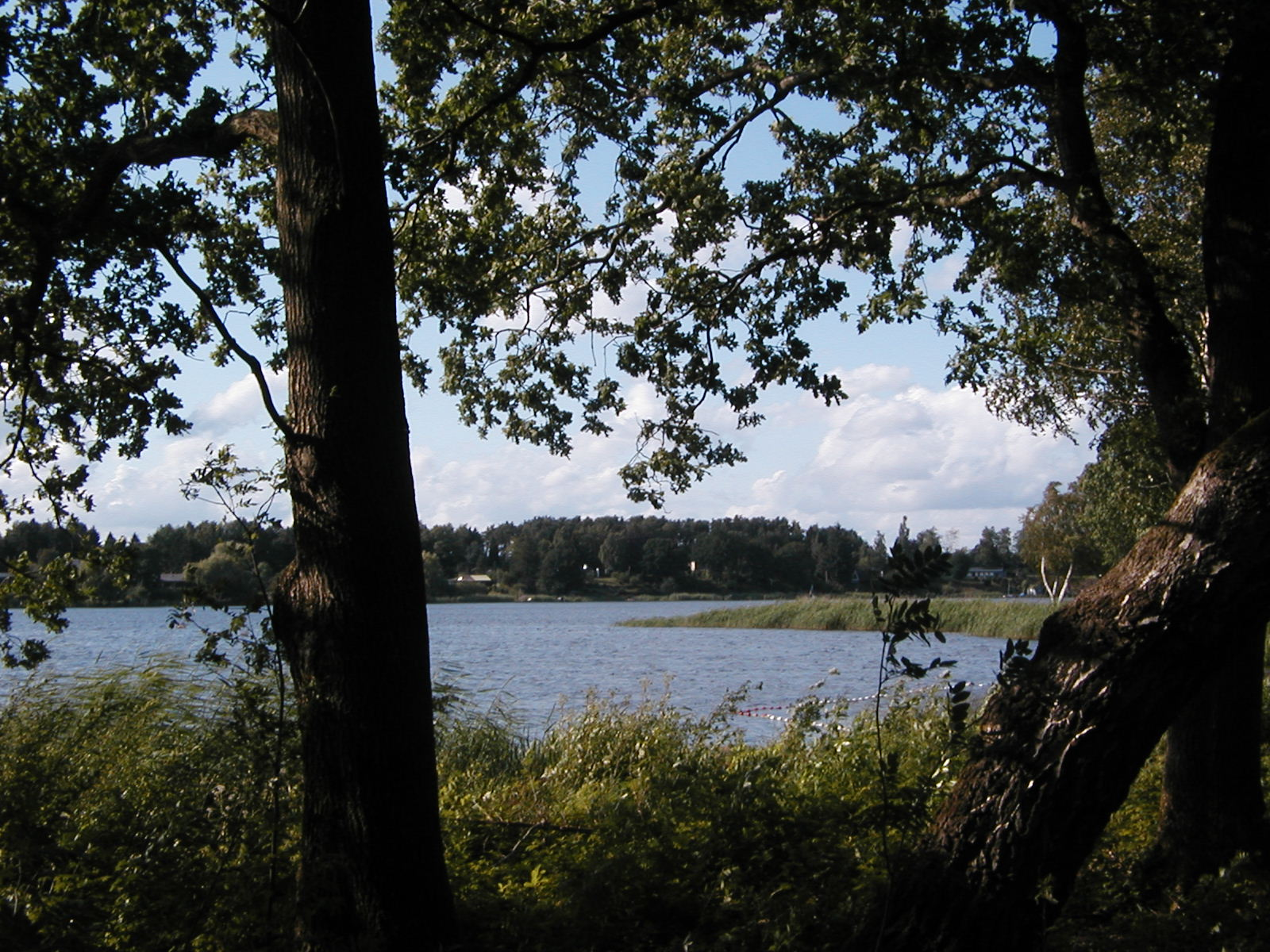
Blick von der Jugendherberge Brahmsee auf den Brahmsee

Die Jugendherberge Brahmsee ist am 1. Juli 2023 unter neuer Trägerschaft aus dem Waldheim am Brahmsee hervorgegangen. Das Waldheim wurde 1921 vom Bund deutscher Jugendvereine (BdJ) der evangelischen Jugend als Jugendfreizeitheim gegründet. 
Die Jugendherberge am Brahmsee besteht aus mehr als einem Dutzend Einzelgebäuden und aus verschiedenen Flächen zum Zelten. Sie liegt am Südufer des Brahmsees und hat ganzjährig geöffnet.

### Verkehr
Durch das Gemeindegebiet und die Dorflage von Langwedel führt die schleswig-holsteinische Landesstraße 298 von Nortorf zur Anschlussstelle Blumenthal (Nr. 4) an der Bundesautobahn 215.

## Kultur und Sehenswürdigkeiten

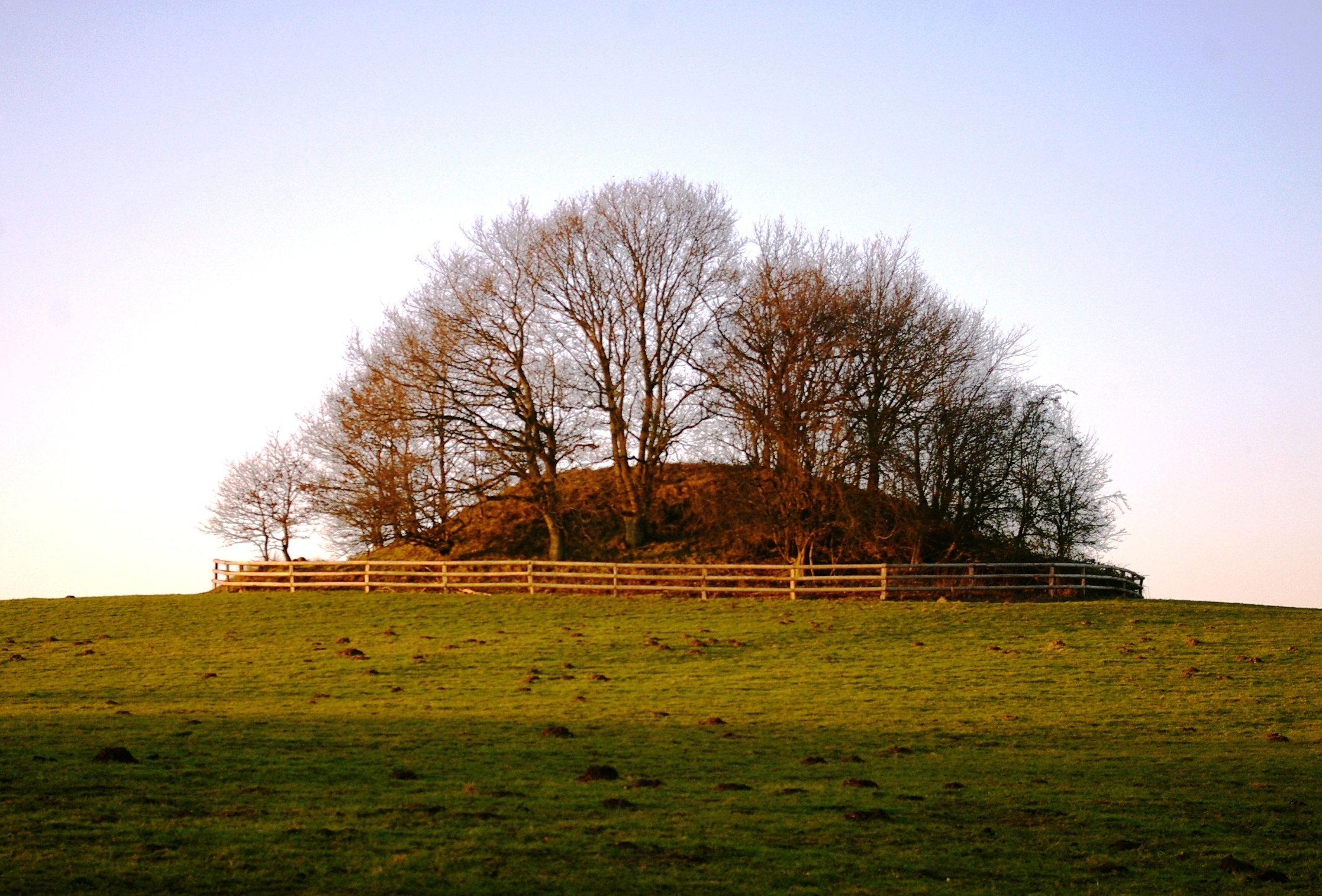
„Goldbarg“, Grabhügel in Blocksdorf

### Hügelgräber
Nahe dem Ortsteil Sandfeld, unmittelbar östlich der Kreisstraße 36, sind fünf Hügelgräber aus der Nordischen Bronzezeit (1700–500 v. Chr.) erhalten. Die großen Grabhügel bergen gebrannte, unglasierte Urnen mit der Asche der Toten. Als Beigaben fanden sich Werkzeuge und Waffen, auch Armspiralen, Haarnadeln, Lampen und Schermesser. Von den um 1900 gezählten 31 Hügelgräbern im Ortsteil Blocksdorf hat nur der "Goldbarg" sichtbar überdauert.

### Manhagen
Zwischen Ortskern und Sandberg liegt das Gut Manhagen; es wurde 1926 Langwedel „zugeordnet“ und 1928 eingemeindet. Neben dem Betriebshof stehen vier Gebäudedenkmale: Englisches Landhaus, Fischerhaus, unterschlächtige Wassermühle und flügellose Windmühle.
In Manhagen befindet sich entlang des Bockseegrabens das europäische NATURA 2000-Schutzgebiet FFH-Gebiet Niedermoor bei Manhagen.

### Mühlen

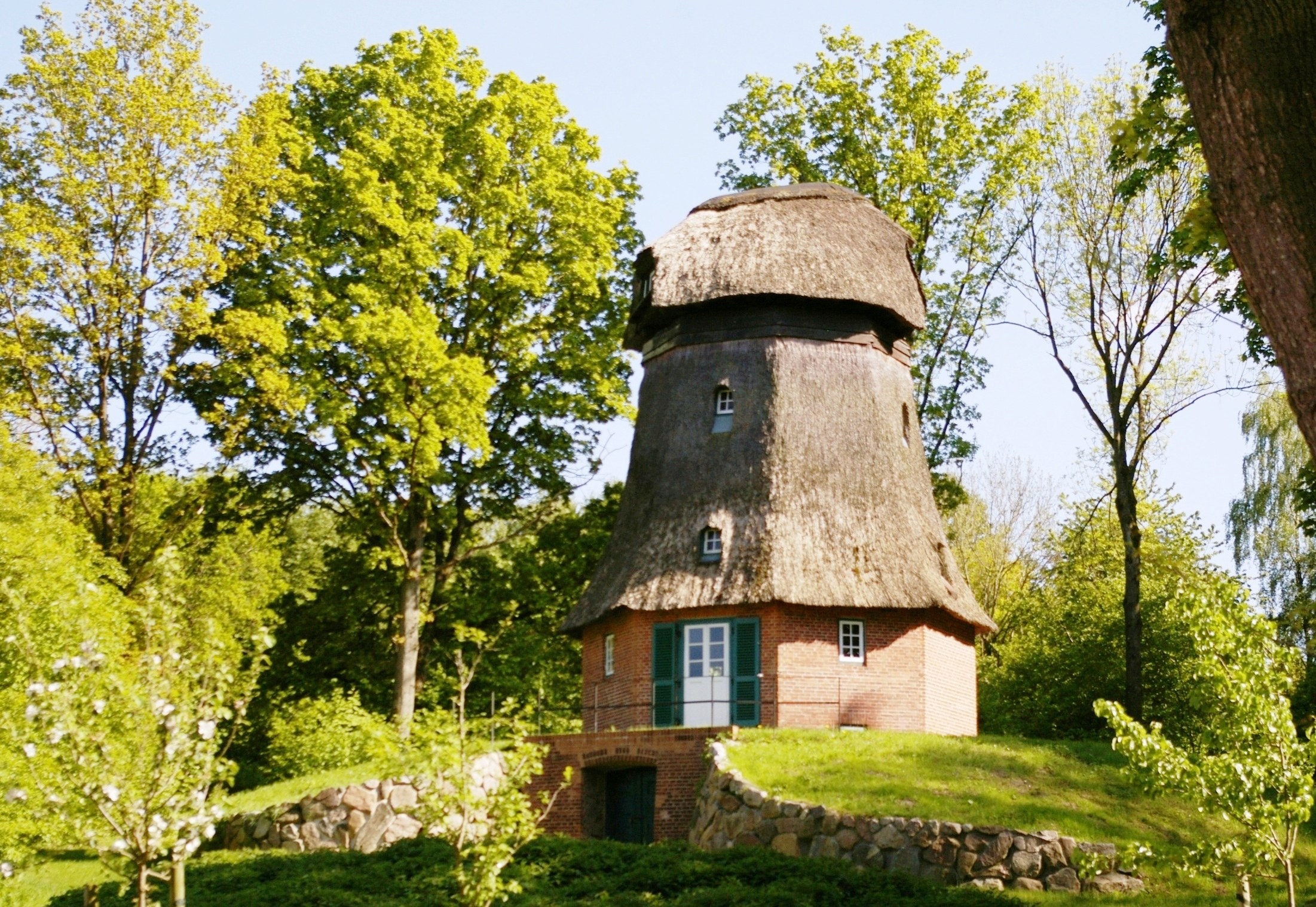
Abgewrackte Windmühle Manhagen

Anfang des 15. Jh. ließ die klösterliche Obrigkeit zu Itzehoe an der Olendieksau eine unterschlächtige Wassermühle errichten. Sie galt als Zwangsmühle, bei der Langwedel, Meimersdorf und teilweise auch Nortorf mahlen lassen mussten.
1779 baute man zusätzlich eine Windmühle auf dem nach ihr benannten Windmühlenberg. Sowohl Wasser- wie Windmühle wurden 1871 durch Brandstiftung zerstört; beide im folgenden Jahr erneuert. Ein Sturm machte die Windmühle 1926 funktionsunfähig; sie wurde 1935 für eine Löschübung in Brand gesetzt. Die Wassermühle erhielt 1909 statt des Schaufelrades einen Motor; schließlich wurde sie 1973 stillgelegt.
Eine zweite Wassermühle im heutigen Gemeindegebiet baute Thönnis Rantzau 1575 auf Gut Manhagen. Sie ist funktionstüchtig restauriert. Ursprünglich sollte sie der Wassermühle Alt-Mühlendorf Konkurrenz machen. Die Holländerwindmühle auf Manhagen, 1830 errichtet, zeigt sich heute ohne Flügel, auch ihr Mahlwerk ist abgewrackt.

### Schulkate

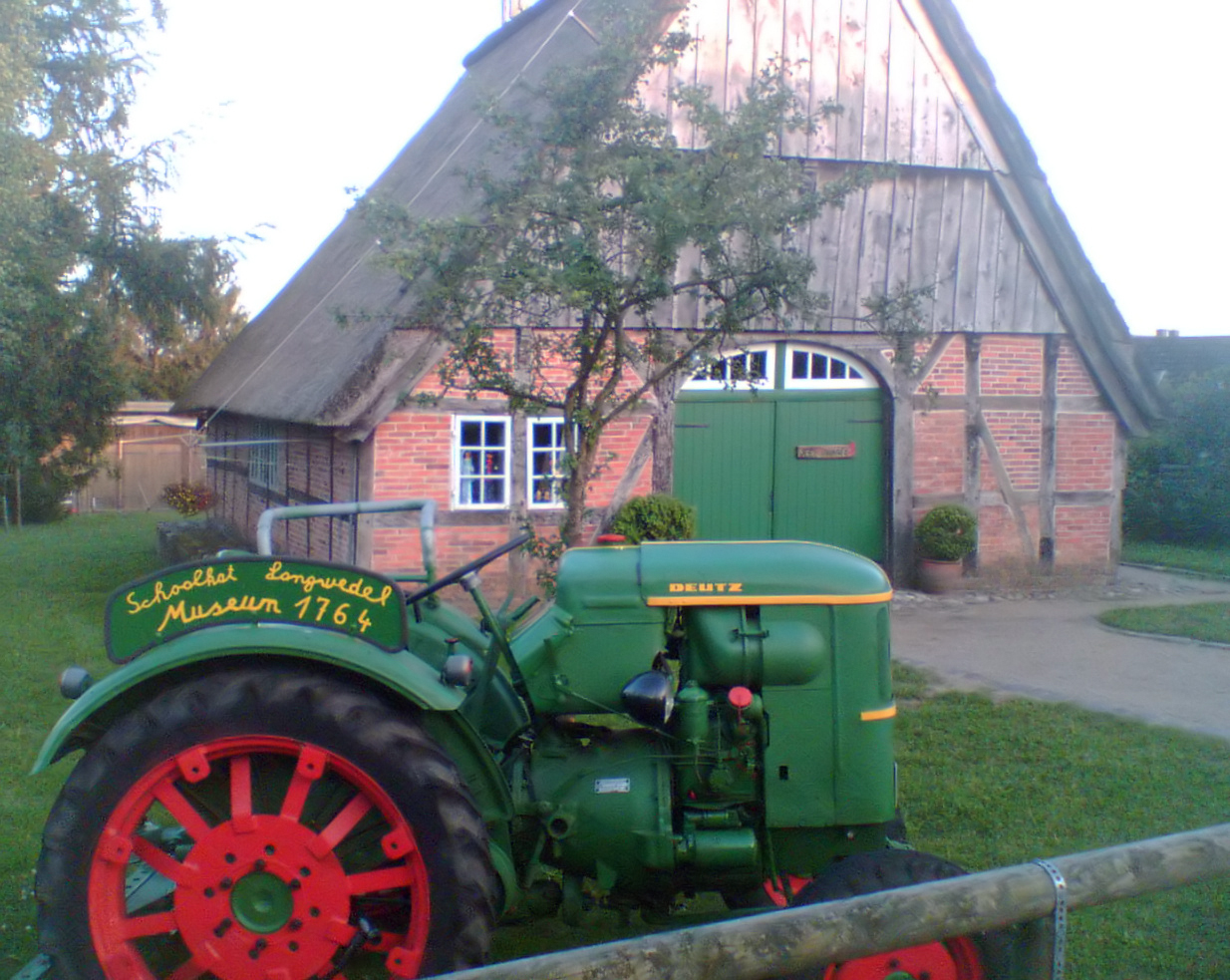
Dorfmuseum in der „Schoolkat“

Die Schoolkat (plattdeutsch für: Schulkate) ist ein 1764 errichtetes Fachhallenhaus in der Nähe des Dorfplatzes. Mit Garten und Dienstbarkeiten war es die Voraussetzung, einen Lehrer im Dorf dauerhaft ansässig zu machen. Die Kinder wurden in einer schmalen Schulstube unterrichtet, zu der man das nördliche Ständerfach ausgebaut hatte.
Seit 1994 wird die mit Reetdach gedeckte Kate als Heimatmuseum genutzt.

### Ehrenmal
Das Ehrenmal für die Gefallenen des Ersten Weltkrieges wurde vom kaiserlichen Baurat Jürgen Kröger entworfen.

### Gedenkeichen
Nach dem Deutsch-Französischen Krieg pflanzte Langwedel wie viele andere Orte zwei Eichen am Rande des Dorfplatzes. Damit feierte man den Sieg und huldigte dem im Schloss Versailles zum ersten Deutschen Kaiser gekrönten Wilhelm I. Eine der Eichen wächst am Eingang zur Hörn. Vor der anderen, an der Dorfstraße, liegt ein Granit mit Datum 1870–71, umgeben von einer schweren Eisenkette. – Johannes M. Zancker, 1893–1905 Lehrer in Langwedel, pflanzte 1898 mit seinen Schülern auf dem Dorfplatz eine Doppeleiche, die ein doppelter Kettenzug umgibt. Auf einem Granitsäulchen ist eingemeißelt: „Up ewig ungedeelt“ als Erinnerung an die Erhebung (1848–1851) der untrennbaren Herzogtümer Schleswig und Holstein gegen das Königreich Dänemark. – Die jüngste Gedenk-Eiche fand ihren Platz neben dem Bushäuschen, wo die Mühlenstraße beginnt. Gespendet wurde sie 1997 vom Amt Nortorfer Land und den Gemeinden Borgdorf–Seedorf, Dätgen, Eisendorf, Groß Vollstedt und Warder anlässlich der 800-Jahr-Feier des Dorfes.

### Lokis Biotop
Hannelore „Loki“ Schmidt kaufte 1985 mit ihrem Ehemann Helmut, damals bereits Ex-Bundeskanzler, ein brach liegendes Grundstück neben ihrem Ferienhaus am Brahmsee. Die sechseinhalb Hektar große Fläche wurde bewusst völlig sich selbst überlassen, sodass während der Jahre ein Stück deutscher Urwald heranwuchs. Den wilden Baumbestand von Buchen, Eichen, Traubenkirschen und Weiden beherrschen die Birken. Die Deutsche Botanische Gesellschaft würdigte 2002 Loki Schmidts Brahmsee-Projekt als „eine Pionierleistung des wissenschaftlich fundierten Naturschutzes“. Der Urwald wurde 2016 der Loki-Schmidt-Stiftung übergeben.
Spaziergänger gelangen in Lokis Biotop, wo der Helmut-Schmidt-Weg endet.

### Storchenpaar

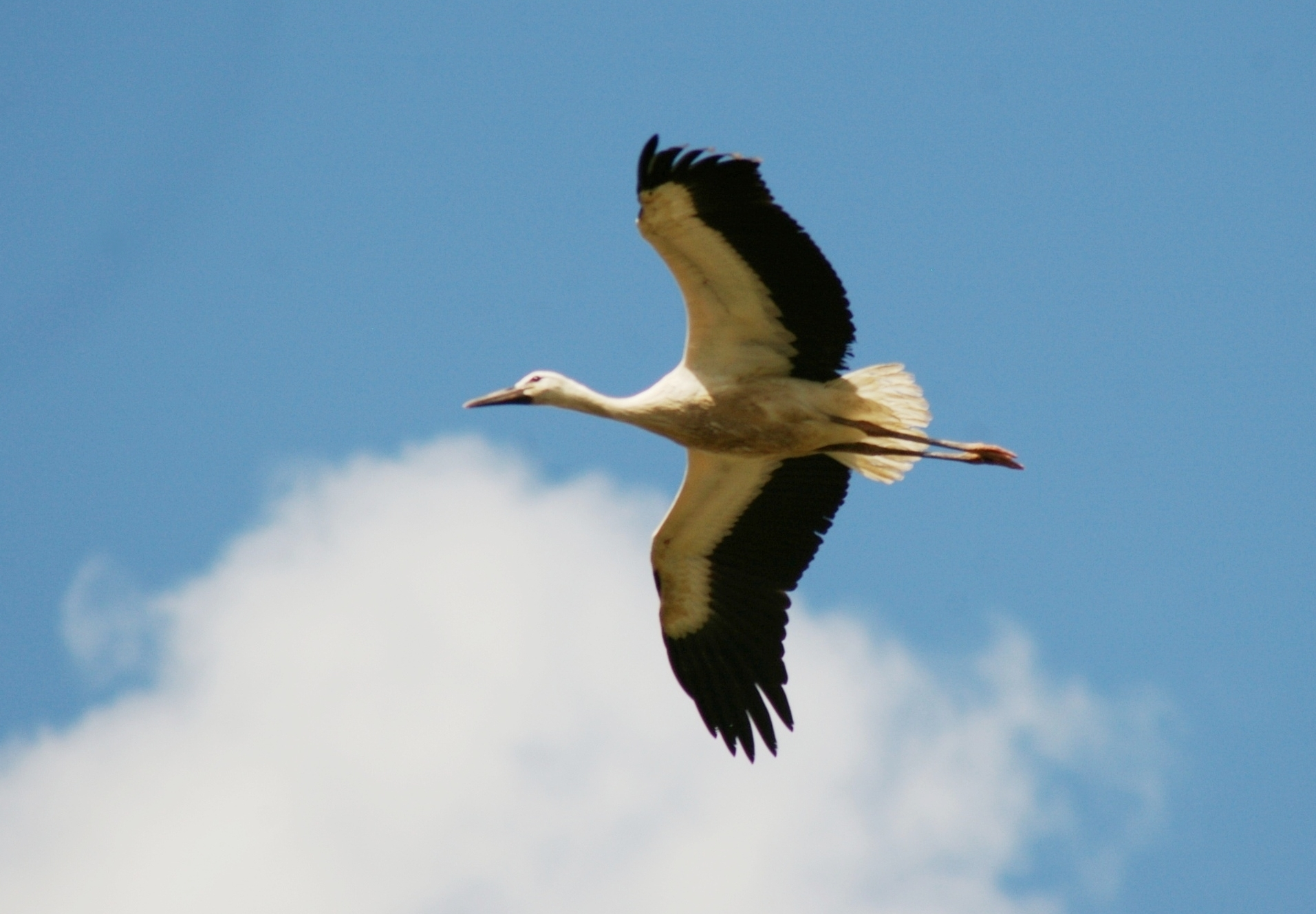
Jungstorch in Langwedel am ersten Flugtag: 3. Juli 2016

An der Hörn, mitten im Dorf, nistet jedes Jahr ein Paar Weißstörche; davon wird seit 1930 berichtet. Ankunft, Wegzug und Bruterfolg werden seit 1995 registriert.
Die Turner des SV Langwedel stellen Paten, die im Winter das Nest reinigen. Als 1999 Vater Storch zu Tode kam, wurden Eintagsküken vom Tierpark Arche Warder zugefüttert und die Jungstörche gerettet. „2017 brüteten im Kreis Rendsburg-Eckernförde 32 Horstpaare. Von 76 geschlüpften Jungstörchen wurden allerdings nur 34 flügge.“ 2018 zählte der Weißstorchbetreuer des Naturschutzbundes für den Kreis, Jürgen Lustig, „29 Paare auf den Horsten im Kreis, 22 Paare brüteten. Von 70 geschlüpften Küken wurden 48 flügge.“
| Ankunft | Wegzug | im Jahr | Junge |
| ------- | ------ | ------- | ----- |
| 14.03.  | 27.08. | 2004    | 2     |
| 10.03.  | 26.08. | 2003    | 3     |
| 18.03.  | 27.08. | 2002    | 3     |
| 10.03.  | 21.08. | 2001    | 3     |
| 31.03.  | 30.08. | 2000    | 0     |
| 29.03.  | 21.08. | 1999    | 3     |
| 09.04.  | 20.08. | 1998    | 3     |
| 27.04.  | 29.08. | 1997    | 2     |
| 13.04.  | 27.08. | 1996    | 0     |
| 10.04.  | 20.08. | 1995    | 0     |

| Ankunft | Wegzug | im Jahr | Junge |
| ------- | ------ | ------- | ----- |
| 13.03.  | 03.09. | 2014    | 4     |
| 12.03.  | 02.09. | 2013    | 0     |
| 03.03.  | 04.09. | 2012    | 4     |
| 07.03.  | 05.09. | 2011    | 4     |
| 26.02.  | 31.08. | 2010    | 3     |
| 04.03.  | 03.09. | 2009    | 1     |
| 27.02.  | 04.09. | 2008    | 3     |
| 06.03.  | 27.08. | 2007    | 4     |
| 26.03.  | 03.09. | 2006    | 0     |
| 14.03.  | 23.08. | 2005    | 3     |

| Ankunft | Wegzug | im Jahr | Junge |
| ------- | ------ | ------- | ----- |
|         |        | 2024    |       |
| 16.02.  |        | 2023    | 4     |
| 10.02.  | 01.09. | 2022    | 3     |
| 18.02.  | 31.08. | 2021    | 0     |
| 04.02.  | 29.08. | 2020    | 2     |
| 14.02.  | 30.08. | 2019    | 3     |
| 16.02.  | 24.08. | 2018    | 3     |
| 17.02.  | 05.09. | 2017    | 2     |
| 18.02.  | 06.09. | 2016    | 2     |
| 24.02.  | 04.09. | 2015    | 0     |

## Persönlichkeiten
- Reimer Bull (1933–2012), Germanist, niederdeutscher Schriftsteller und Hörfunksprecher, lebte in Langwedel.
- Joachim Eckmann (* 26. Februar 1850 in Langwedel; † 15. Juni 1922 in Kiel) war ein deutscher Volksschulrektor und Schriftleiter.
- Edith Sinhart (1923–2018), Lehrerin an der Grundschule Langwedel (1961–1988). Sie gründete 1981 die "Schulpatenschaft Langwedel – Mwabungo Kenia Galu Primary School" und diente dem sogenannten Kenia-Verein als Vorsitzende. Dafür erhielt sie 2013 das Bundesverdienstkreuz.[29][30]